# كريستينا موريلو
كريستينا موريلو (28 يناير 1993 بفينتورا في الولايات المتحدة - ) هي لاعبة كرة قدم أمريكية ومكسيكية في مركز الدفاع. شاركت مع منتخب المكسيك لكرة القدم للسيدات. أما مع النوادي، فقد لعبت مع Michigan Wolverines ‏.

## وصلات خارجية
- كريستينا موريلو على موقع الاتحاد الدولي (مؤرشف)  (الإنجليزية)
- كريستينا موريلو على موقع الاتحاد الأوربي (الإنجليزية)
- كريستينا موريلو على موقع قاعدة بيانات كرة القدم.إي يو (الإنجليزية)
- كريستينا موريلو على موقع Soccerway.com (الإنجليزية)